# 1. stoletje pr. n. št.
4. stoletje pr. n. št. | 3. stoletje pr. n. št. | 2. stoletje pr. n. št. | 1. stoletje pr. n. št. | 1. stoletje | 2. stoletje | 3. stoletje
Prvo stoletje pred našim štetjem se je začelo s prvim dnem leta 100 pr. n. št. in končalo z zadnjim dnem leta 1 pr. n. št.
Notacija pr. n. št. in n. št. ne uporablja leta nič. Astronomsko štetje let za leta pred našim štetjem uporablja znak minus (-), tako da je leto 2 pr. n št. enako letu -1.
1. stoletje pr. n. št. je 99. stoletje holocenskega koledarja, ki obsega leta 9901 do 10000.

## Značilnosti
V tem stoletju so vse preostale neodvisne države okrog Sredozemskega morja prišle pod rimsko oblast. Oblast so prevzeli rimski guvernerji ali marionetni kralji, ki jih je imenoval Rim. Rimska država sama je zabredla v več državljanskih vojn, ki so nazadnje marginalizirale petsto let staro Rimsko republiko in prepustile celotno državno oblast eni sami osebi – cesarju.
Notranji nemiri, ki so v tistem času razjedali Rim, so bili nekakšen smrten boj Rimske republike in so odprli pot avtokratskim mogočnežem, med katerimi so bili Julij Cezar, Mark Antonij in Oktavijan. Oktavijanov prihod na položaj absolutnega vladarja cesarja Avgusta imajo zgodovinarji za zgodovinsko prelomnico, v kateri se je končala Rimska republika in začelo Rimsko cesarstvo. Nekateri strokovnjaki dogodek imenujejo tudi Rimska revolucija.
Proti koncu stoletja se je po splošnem prepričanju rodil Jezus, ki je v naslednjem stoletju postal osrednja osebnost krščanstva.

## Pomembne osebnosti
Gaj Julij Cezar in njegova žena, Cicero itd.

## Desetletja in leta
Opomba: leta pred prvim stoletjem pr. n. št. in po njem so pisana ležeče.
| 100. pr. n. št. | 109 pr. n. št. | 108 pr. n. št. | 107 pr. n. št. | 106 pr. n. št. | 105 pr. n. št. | 104 pr. n. št. | 103 pr. n. št. | 102 pr. n. št. | 101 pr. n. št. | 100 pr. n. št. |  |
| 90. pr. n. št.  | 99 pr. n. št.  | 98 pr. n. št.  | 97 pr. n. št.  | 96 pr. n. št.  | 95 pr. n. št.  | 94 pr. n. št.  | 93 pr. n. št.  | 92 pr. n. št.  | 91 pr. n. št.  | 90 pr. n. št.  |  |
| 80. pr. n. št.  | 89 pr. n. št.  | 88 pr. n. št.  | 87 pr. n. št.  | 86 pr. n. št.  | 85 pr. n. št.  | 84 pr. n. št.  | 83 pr. n. št.  | 82 pr. n. št.  | 81 pr. n. št.  | 80 pr. n. št.  |  |
| 70. pr. n. št.  | 79 pr. n. št.  | 78 pr. n. št.  | 77 pr. n. št.  | 76 pr. n. št.  | 75 pr. n. št.  | 74 pr. n. št.  | 73 pr. n. št.  | 72 pr. n. št.  | 71 pr. n. št.  | 70 pr. n. št.  |  |
| 60. pr. n. št.  | 69 pr. n. št.  | 68 pr. n. št.  | 67 pr. n. št.  | 66 pr. n. št.  | 65 pr. n. št.  | 64 pr. n. št.  | 63 pr. n. št.  | 62 pr. n. št.  | 61 pr. n. št.  | 60 pr. n. št.  |  |
| 50. pr. n. št.  | 59 pr. n. št.  | 58 pr. n. št.  | 57 pr. n. št.  | 56 pr. n. št.  | 55 pr. n. št.  | 54 pr. n. št.  | 53 pr. n. št.  | 52 pr. n. št.  | 51 pr. n. št.  | 50 pr. n. št.  |  |
| 40. pr. n. št.  | 49 pr. n. št.  | 48 pr. n. št.  | 47 pr. n. št.  | 46 pr. n. št.  | 45 pr. n. št.  | 44 pr. n. št.  | 43 pr. n. št.  | 42 pr. n. št.  | 41 pr. n. št.  | 40 pr. n. št.  |  |
| 30. pr. n. št.  | 39 pr. n. št.  | 38 pr. n. št.  | 37 pr. n. št.  | 36 pr. n. št.  | 35 pr. n. št.  | 34 pr. n. št.  | 33 pr. n. št.  | 32 pr. n. št.  | 31 pr. n. št.  | 30 pr. n. št.  |  |
| 20. pr. n. št.  | 29 pr. n. št.  | 28 pr. n. št.  | 27 pr. n. št.  | 26 pr. n. št.  | 25 pr. n. št.  | 24 pr. n. št.  | 23 pr. n. št.  | 22 pr. n. št.  | 21 pr. n. št.  | 20 pr. n. št.  |  |
| 10. pr. n. št.  | 19 pr. n. št.  | 18 pr. n. št.  | 17 pr. n. št.  | 16 pr. n. št.  | 15 pr. n. št.  | 14 pr. n. št.  | 13 pr. n. št.  | 12 pr. n. št.  | 11 pr. n. št.  | 10 pr. n. št.  |  |
| 0. pr. n. št.   | 9 pr. n. št.   | 8 pr. n. št.   | 7 pr. n. št.   | 6 pr. n. št.   | 5 pr. n. št.   | 4 pr. n. št.   | 3 pr. n. št.   | 2 pr. n. št.   | 1 pr. n. št.   |                |  |
| 0.              |                | 1              | 2              | 3              | 4              | 5              | 6              | 7              | 8              | 9              |  |